# Hollyweird
| Recensione | Giudizio |
| ---------- | -------- |
| AllMusic   |          |

Hollyweird è il settimo album in studio del gruppo musicale statunitense Poison, pubblicato il 21 maggio 2002 dalla Cyanide Records.

## Il disco
A differenza del precedente Power to the People, un mini album di inediti completato da dodici tracce dal vivo, questo disco sancisce il ritorno della formazione originale del gruppo per il primo lavoro in studio completo da Flesh & Blood (1990). Il risultato è una combinazione di suoni vecchi e nuovi, con il chitarrista C.C. DeVille che preferisce spesso sonorità pop e punk rock allo stile heavy metal che aveva caratterizzato i precedenti dischi dei Poison. Il nuovo stile è particolarmente evidente nei brani Emperor's New Clothes, Livin' in the Now e Home (C.C.'s Story) che presentano DeVille come voce solista. L'album contiene una cover di Squeeze Box degli Who.

## Tracce
Testi e musiche di Bret Michaels, C.C. DeVille, Bobby Dall e Rikki Rockett, eccetto dove indicato.
1. Hollyweird – 3:13
2. Squeeze Box – 2:29 (Pete Townshend)
3. Shooting Star – 4:36
4. Wishful Thinkin' – 2:46
5. Get 'Ya Some – 4:19
6. Emperor's New Clothes – 2:12
7. Devil Woman – 3:44
8. Wasteland – 3:53
9. Livin' in the Now – 2:35
10. Stupid, Stoned & Dumb – 3:07
11. Home (Bret's Story) – 2:47
12. Home (C.C.'s Story) – 2:44
13. Rockstar – 3:33

## Formazione
- Bret Michaels – voce, chitarra ritmica
- C.C. DeVille – chitarra solista, voce (tracce 6, 9, 12)
- Bobby Dall – basso, cori
- Rikki Rockett – batteria, cori

Altri musicisti
- Dan Wagner – tastiere
- Mark Poole – cori
- Christy Calabro – cori
- Cliff Calabro – cori